# Braxton Garrett
Braxton Lee Garrett (Foley, Alabama, 5 de agosto de 1997), más conocido como Braxton Garrett, es un jugador profesional estadounidense de béisbol que se desempeña en la posición de lanzador en Miami Marlins, equipo de las Grandes Ligas de Béisbol (MLB).

## Carrera
En 2020, Garrett hizo su debut en la MLB con el equipo Miami Marlins, donde lleva jugando cinco temporadas.